# 八木公生
八木 公生（やつき きみお、1955年1月 - ）は日本の倫理学者（日本倫理思想史）。学位は文学修士（東京大学・1982年）。
静岡県立大学国際関係学部教授、静岡県立大学国際関係学部学部長などを歴任した。

## 来歴
東京大学文学部倫理学科を卒業し、東京大学大学院人文科学研究科博士前期課程に進み修士号を取得し、博士後期課程を単位取得満期退学する。
共立女子大学にて非常勤講師を務めた後、静岡県立大学に移り、講師、助教授、教授を務め、学部長にも就任している。なお、静岡県立大学においては、国際関係学部国際言語文化学科の教授を務めるとともに、大学院国際関係学研究科比較文化専攻の教授を兼務した。2020年3月31日、定年により静岡県立大学の教授を退任した。

## 研究
専門は倫理学であり、特に日本の倫理思想の変遷について考察する「日本倫理思想史」を研究している。日本人の倫理観や日本の思想・文化が形成される過程や構造などについて考察する論文が多い。また、「教育ニ関スル勅語」や大日本帝国憲法などに基づき、近代の皇室制度に関する論考も著している。大宅壮一らが指摘する「『教育勅語』文法誤用説」については、八木は否定的な論調を採っている。

## 略歴
- 1955年 誕生
- 1980年 東京大学文学部卒業
- 1982年 修士号取得
- 1986年 東京大学大学院人文科学研究科単位取得満期退学
- 1986年 共立女子大学非常勤講師
- 1989年 静岡県立大学国際関係学部講師
- 1991年 静岡県立大学国際関係学部助教授
- 2003年 静岡県立大学国際関係学部教授
- 2020年 静岡県立大学定年退職

## 著作

### 単著
- 『天皇と日本の近代 上 憲法と現人神』 講談社現代新書、2001年。ISBN 4061495348
- 『天皇と日本の近代 下 「教育勅語」の思想』 同上、2001年。ISBN 4061495356

### 寄稿
- 「謡曲研究から見た日本思想の一側面――身体の現象学をめぐって」辻村明・金両基編著『異文化との出会い――静岡県立大学創立記念論集』北樹出版、1988年。ISBN 4893840266
- 「恋愛、あるいは恋と愛――透谷・西田・和辻をめぐって」佐藤正英編著『日本倫理思想史における徳目の総合的研究』。